# Daoud Aoulad-Syad
Daoud Aoulad-Syad (en arabe : داوود اولاد السيد), né le 14 avril 1953 à Marrakech (Maroc), est un réalisateur, scénariste et photographe marocain.

## Biographie
Docteur en sciences physiques de l'université de Nancy, il se passionne pour la photographie lors de ses études. Après plusieurs expositions et livres, il entre à la Femis. Il réalise les courts métrages Mémoire ocre, Entre l'absence et l'oubli et L’Oued avant de réaliser son premier long métrage Adieu forain en 1998,.

## Publications photographiques
- 1989: "MAROCAINS", livre édité par Contre-jour / Belvisi.
- 1996: "BOUJAAD ESPACE ET MEMOIRE", livre édité par Data Press.
- 2000: "TERRITOIRES DE L'INSTANT", livre édité par les éditions de L'œil. Prix Grand Atlas 2000.
- 2015 : Livre Exposition de la maison Européenne de la Photographie, édité par Filigranes Editions

## Filmographie

### Réalisateur de cinéma
- 1991 : Mémoire ocre (court métrage)
- 1993 : Entre l'absence et l'oubli (court métrage)
- 1995 : L’Oued (court métrage)
- 1998 : Adieu forain
- 2001 : Le Cheval de vent (Aoud rih)
- 2004 : Tarfaya
- 2007 : En attendant Pasolini (Fi intidar Pasolini)
- 2010 : La Mosquée (A Jamaâ)
- 2018 : Les Voix du désert

### Télévision
- 2019 : Réalisation d'une série 4 × 52 min " Le Commissaire Hammadi". Produit par la SNRT & Nadacom. En postproduction.
- 2018 :  Réalisation du documentaire "Al Khatane". Produit par Al Jazeera & Nomedia productions
- 2017 : Réalisation du documentaire "Les sacrifiés de l'amour". Produit par 2M & Ali'n productions
- 2014 : Réalisation du téléfilm "R+4". Produit par la SNRT & Nasscom.
- 2012 : Réalisation du téléfilm " Sbatte". Produit par la SNRT & Nasscom / Prix du meilleur téléfilm
- 2011 : Réalisation du téléfilm " Zmane Kenza". Produit par 2M & Nasscom.
- 2009 : Réalisation du téléfilm " Ould Mou ". Produit par 2M & Nasscom.
- 2005 : Réalisation du téléfilm " Al Makroum ". Produit par 2M & Nasscom.
- 2004 : Réalisation du téléfilm " La Route de Marrakech ". Produit par 2M.
- 2001 : Réalisation du téléfilm "Un week-end à Larache". Produit par 2M. Prix du meilleur téléfilm,  meilleure interprétation féminine et Prix du scénario.

## Expositions photographiques
- 1986: United Virginia Gallery. Virginie. USA
- 1987: Bloomingdale New York / Galerie Brennpunkt, Berlin / Universite Austin Texas
- 1988: Musée d'Asilah. Maroc
- 1989: Expositions itinérantes dans les FNAC de France et de Belgique. / Galerie Bazille. Montpellier.
- 1990: Institut du Monde Arabe. Paris
- 1991: Musée d'Aquitaine. ARPA Bordeaux.
- 1993: Museum Voor Volken Kunde. Rotterdam
- 1996: Nederlands foto Instituut. Rotterdam.
- 1998: Mois de la photo à Bienne en Suisse.
- 1999: Galerie Municipale du Château d'eau. Toulouse. France
- 2012 : Photomed, France   / Galerie de l’aimance, Casablanca, Maroc /. Daba Maroc Bruxelles
- 2013 : Photomed,Sanary - sur - mer, 23 Mai – 16 Juin. France
- 2015 : Maison Européenne de la Photographie - Paris – 12 Novembre 2015 / 17 Janvier 2016
- 2018 / 2019: Exposition photographique itinérante dans les instituts français du Maroc

## Distinctions
- Al Oued

- Prix Institut du Monde Arabe à la 3eme biennale des cinémas arabes à Paris Juin 1996.
- Prix de la charte du bassin méditerranéen à Palerme Juin 1996.
- Adieu Forain

- Prix de la critique, de la presse et prix spécial du jury au 5eme festival national du film à Casablanca. Maroc Novembre 1998.
- Prix de la critique au festival méditerranéen de Montpellier. Octobre 1998.
- Prix de la 1ère œuvre cinématographique à la 4eme Biennale des cinémas arabes à Paris. Juillet 1998.
- Forum du nouveau cinéma. Berlin 1999.
- Le cheval de vent

- Grand Prix Hassan II au Festival de Rabat – Maroc, Juillet 2002.
- Prix d'interprétation masculine et prix du jeune public au Festival des trois continents. Nantes Novembre 2001.
- Sélection Forum Berlin. Février 2002.
- Prix d’interprétation 1er et 2eme rôle masculin au 7eme festival national à Oujda - Maroc Juin 2003.
- Tarfaya – Bab Lbhar

- Sélection Officielle Festival San Sébastien 2004.
- Prix de la Francophonie au Festival de Paris-Ile de France – France 2005
- Grand Prix du 32ème Festival International du Film Indépendant de Bruxelles. Belgique 2005.
- Prix de la critique au Festival Méditerranéen de Tétouan – Maroc 2005
- Prix de Jury au festival francophone de Safi – Maroc 2005
- Prix de l'image et de la musique au festival national de Tanger. Décembre - 2005.
- Prix d'interprétation féminine. Carthage Novembre 2006
- En attendant Pasolini

- Prix du Meilleur Film Arabe au Festival international du Caire. Décembre 2007.
- Grand Prix "L'oiseau d'or", au festival Francophone de Safi – Maroc. Avril 2008.
- Prix spécial du jury au festival international du film arabe à Oran Juillet 2008.
- Prix de la cinéphilie "Don Quichotte".  Khouribga, Juillet 2008
- Prix d'interprétation masculine au festival international du film francophone de Namur. Septembre 2008.
- Grand Prix du meilleur film au festival Euro Arabe Amal à Santiago de Compostelle. Novembre 2008.
- La mosquée

- Compétition officielle festival San Sébastian (Mention spéciale du jury). 2010
- Bayard d’or du meilleur scénario au festival du film francophone de Namur. 2010
- Mention spéciale au festival international de cinéma Méditerranéen de Montpellier 2010
- Tanit de bronze aux journées cinématographiques de Carthage. 2010
- Diplôme de Mérite au festival international du film de Caire. 2010
- Prix de la meilleure image au FESPACO à Ouagadougou. 2011
- Grand Prix et prix d’interprétation masculine au festival international Méditerranéen de Tétouan. 2011
- Prix de la mise en scène et Prix Signis au festival ciné Africa de Tarifa 2011.